# トイヴォ・クーラ
トイヴォ・ティモテウス・クーラ（フィンランド語: Toivo Timoteus Kuula, 1883年7月7日 ヴァーサ - 1918年5月18日 ヴィープリ）は、フィンランドの作曲家・指揮者。

## 経歴
1883年、ヴァーサ地方の貧しい家庭に生まれた。シベリウスに作曲を学び、パリに留学してフランク楽派の洗礼を受けた。
1918年に、フィンランド内戦における白軍の勝利を祝うホテルの酒宴で、酔った狙撃兵に口論を仕向けられた末に、頭を撃ち抜かれて殺害された。

## 作曲作品とその特徴
クーラの作風は、フィンランドの多彩な自然や、フィンランド人の情熱的な気質を反映しており、聴き手に深い高揚感をもたらすものと認められている。